# Kachō Kōsaku Shima
Kosaku Shima (яп. 島耕作, Shima Kōsaku) — серія манґи, написана та проілюстрована Хірокане Кенсі. Історія зображує зростання та кар'єру вигаданого найманого працівника на ім'я Косаку Сіма. Серіал виходить у журналі Morning видавництва Kodansha, починаючи з першої частини Kachō Shima Kōsaku у 1983 році, і наразі розділений на вісім частин. Поточна частина, Shagai Torishimariyaku Shima Kōsaku, розпочалася у 2022 році.
Манґа також була опублікована у вигляді 7 двомовних томів (японсько-англійська), а також французькою та німецькою мовами. Окрім різноманітної манґи, була також випущена ONA-комедія та дві комедійні аніме-адаптації по 11 епізодів кожна, жива адаптація і односерійна теледрама. Головний герой також виступає «ведучим» або кадровим пристроєм для документального серіалу про бізнес на NHK World, «Азіатські підприємці Сіми Косаку».
Станом на лютий 2022 року тираж серії становив понад 47 мільйонів копій, що робить її однією з найбільш продаваних серій манґи. У 1991 році манґа виграла 15-ту премію Kodansha Manga Award у загальній категорії.

## Сюжет
На початку багатосерійного серіалу Сіма Косаку — катьо, або керівник відділу, величезного конгломерату Hatsushiba Electric. Пізніше його підвищують до бутьо (начальника відділу), а згодом до менеджера та виконавчого директора, і з кожним підвищенням змінювалася й назва серіалу. Його підвищили до президента Hatsushiba Electric, і назва серіалу змінилася на «Shachō Shima Kōsaku», що означає «Президент Косаку Сіма». Вигаданий конгломерат створений за зразком Panasonic або Matsushita Electric, де автор манґи Хірокане працював раніше, і є дуже точним у зображенні японської корпоративної культури.

## Частини
- Kachō Shima Kōsaku (яп. 課長島耕作, Керівник Відділу Косаку Сіма), 1983–1992: 17 томів[1][2]
- Buchō Shima Kōsaku (яп. 部長島耕作, Начальник Відділу Косаку Сіма), 1992–2002: 13 томів[3][4]
- Torishimariyaku Shima Kōsaku (яп. 取締役島耕作, Помічник Директора Косаку Сіма), 2002–2005: 8 томів[5][6]
- Jōmu Shima Kōsaku (яп. 常務島耕作, Директор Косаку Сіма), 2005–2006: 6 томів[7][8]
- Senmu Shima Kōsaku (яп. 専務島耕作, Виконавчий Директор Косаку Сіма), 2006–2008: 5 томів[9][10]
- Shachō Shima Kōsaku (яп. 社長島耕作, Президент Косаку Сіма), 2008–2013: 16 томів[11][12]
- Kaichō Shima Kōsaku (яп. 会長島耕作, Голова Косаку Сіма), 2013–2019: 13 томів[13][14]
- Sōdan'yaku Shima Kōsaku (яп. 相談役島耕作, Старший Радник Косаку Сіма), 2019–2022: 6 томів[15][16]
- Shagai Torishimariyaku Shima Kōsaku (яп. 社外取締役島耕作, Зовнішній Директор Косаку Сіма), 2022–дотепер: 1 том[17]

### Спінофи
- Young Shima Kōsaku (яп. ヤング島耕作, Юний Косаку Сіма), 2001–2006, Evening: 4 томи[18][19]
  - Young Shima Kōsaku Shunin-hen (яп. ヤング島耕作 主任編, Юний Косаку Сіма: Арка Начальника), 2006–2010, Evening: 4 томи[20][21]
- Kakarichou Shima Kōsaku (яп. 係長島耕作, Керівник Підрозділу Косаку Сіма), 2010–2013, Evening: 4 томи[22][23]
- Gakusei Shima Kōsaku (яп. 学生島耕作, Студент Косаку Сіма), 2014–2017, Evening: 6 томів[24][25]
  - Gakusei Shima Kōsaku: Shūkatsu-hen (яп. 学生島耕作～就活編～, Студент Косаку Сіма: Арка Пошуку Роботи), 2017–2018, Evening: 3 томи[26][27]
- Shima Kōsaku no Jiken-bo (яп. 島耕作の事件簿, Матеріали Справ Косаку Сіми), 2017, Morning: 1 том[28][29]
- Tensei Shitara Shima Kōsaku Datta Ken (яп. 転生したら島耕作だった件, Коли Я Переродився... Косаку Сімою), 2019
(кросовер з That Time I Got Reincarnated as a Slime), Evening: 1 том[30]
- Kishi Danchō Shima (яп. 騎士団長 島耕作, Лицарська Голова Косаку Сіма), 2019–дотепер, Monthly Comic Zero Sum: 1 том[31][32]

## Відеоігри
- Kachō Kōsaku Shima: Super Business Adventure (Super Famicom) — 1993 (опубліковано Yutaka)
- CR Kachō Kōsaku Shima (Pachinko) — 2006 (опубліковано Newgin)
- Kachō Shima Kōsaku DS: Dekiru Otoko no Love & Success (Nintendo DS) — 2008 (опубліковано Konami)

## Сприйняття
Станом на лютий 2022 року тираж серії перевищив 47 мільйонів примірників. У 1991 році Kachō Shima Kōsaku виграв 15-ту премію манґи Коданся в загальній категорії. У 2019 році серіал також отримав спеціальну нагороду на 43-й церемонії премії манґи Коданся, присвяченій 110-річчю заснування Kodansha.